# Robert Baden-Powell
Ne doit pas être confondu avec Baden Powell (guitariste).
« Baden-Powell » redirige ici. Pour les autres significations, voir Baden-Powell.
Robert Stephenson Smyth Baden-Powell of Gilwell, né le 22 février 1857 à Londres et mort le 8 janvier 1941 au Kenya, est un militaire britannique, connu pour être le fondateur du scoutisme.

## Biographie

### Enfance

Armoiries de baron Baden-Powell de Gilwell.

Robert Stephenson Smyth Baden-Powell of Gilwell, surnommé « BP » ou Lord Baden-Powell, est né le 22 février 1857 dans le quartier de Paddington à Londres. Il est le fils de Baden Powell, professeur de mathématiques à l'université d'Oxford, et d'Henriette Grace Powell. Il est prénommé Robert Stephenson Smyth, du nom de son parrain Robert Stephenson (fils de George Stephenson) et de ses grands-parents maternels (dont l'amiral William Henry Smyth, qui est aussi géographe et astronome). Son père meurt alors qu'il n'a que trois ans. Un de ses frères, Fletcher Smyth Baden Baden-Powell, sera un inventeur, connu notamment pour son vélo pliable, un cerf-volant opérationnel en TSF et un projet de télévision.
Robert Baden-Powell fait ses études à Charterhouse, collège réputé pour sa discipline. Il se révèle au sens littéral un adepte de l’école buissonnière : il se cache régulièrement dans le bois derrière l’établissement scolaire. Il y développe son sens de l’observation. Ses frères l’emmènent régulièrement explorer la campagne, camper et naviguer et aider les gens.
Il n'a jamais été un très bon élève et rate ses examens d’entrée à l'université. Il se présente alors à l’école militaire et obtient la seconde place au concours d’entrée, à dix-neuf ans (1876).

### Carrière militaire
Il intègre le 13e hussards, un régiment de cavalerie, et est dispensé de suivre les stages de l'école d'officiers. En 1877, il est envoyé comme sous-lieutenant en Inde (alors colonie britannique). C'est pendant ses loisirs qu'il s'intéresse plus particulièrement au travail des éclaireurs, et qu'il se rend compte de leur importance dans les opérations militaires.
À l'âge de vingt-six ans, il est promu capitaine. Son régiment est déplacé en Afrique du Sud, où il a l'occasion d'entrer en contact avec des éclaireurs indigènes, pour lesquels il a beaucoup d'admiration. Il se perfectionne à leur contact dans l'art de l'approche et de l'exploration. C'est en Afrique qu'il a pour la première fois la possibilité de former des éclaireurs militaires, selon ses méthodes : il les forme en petites unités ou patrouilles, chacune sous les ordres d'un chef, et attribue aux plus méritants un insigne, dont le dessin s'inspire du point Nord de la boussole, très similaire à ce qui deviendra le badge du scoutisme mondial.
Il fait une brillante carrière militaire, et est respecté et obéi, parce qu’il est un chef qui donne l'exemple[non neutre]. Il passe par les Indes, où il devient, entre autres, instructeur, l’Afghanistan, les Balkans, Malte, la Russie (comme agent de renseignement) et surtout l'Afrique du Sud. En 1896, Frederick Russell Burnham lui enseigne des techniques de survie, ce qui aura une grande influence plus tard sur la création du scoutisme.
Il est remarqué pour ses talents d'éclaireur, mais aussi pour ses talents artistiques. En effet, il monte régulièrement dans sa garnison des pièces de théâtre et des comédies, et il interprète à sa façon des pièces de Shakespeare. Il va même jusqu'à se déguiser en général et à faire « pousser la chansonnette » à son personnage[réf. nécessaire].
L'événement qui le rend célèbre dans tout l'Empire britannique est le sauvetage de la petite ville de Mafeking en 1899, durant la seconde guerre des Boers. Avec beaucoup d'astuce et un courage communicatif[non neutre], il réussit à sauver la ville qui est assiégée pendant 217 jours par des troupes ennemies, quatre fois plus nombreuses. Il utilise les jeunes de la ville comme estafettes, pour transmettre des messages à pied et à vélo, comme observateurs, comme sentinelles ou comme éclaireurs.
À la libération de la ville, le 16 mai 1900, il est acclamé comme un héros et nommé major général. Il avait prouvé que des jeunes étaient tout à fait capables de réussir une mission, pourvu qu'on leur fasse confiance. Il publie ses observations sous le nom de Scouting (L’art des éclaireurs) dans un petit fascicule destiné aux militaires appelé : Aids to scouting. Promu au rang de lieutenant général en 1907, on lui confie le commandement d'une unité de l'armée territoriale britannique, alors en cours de formation.

### Création du scoutisme

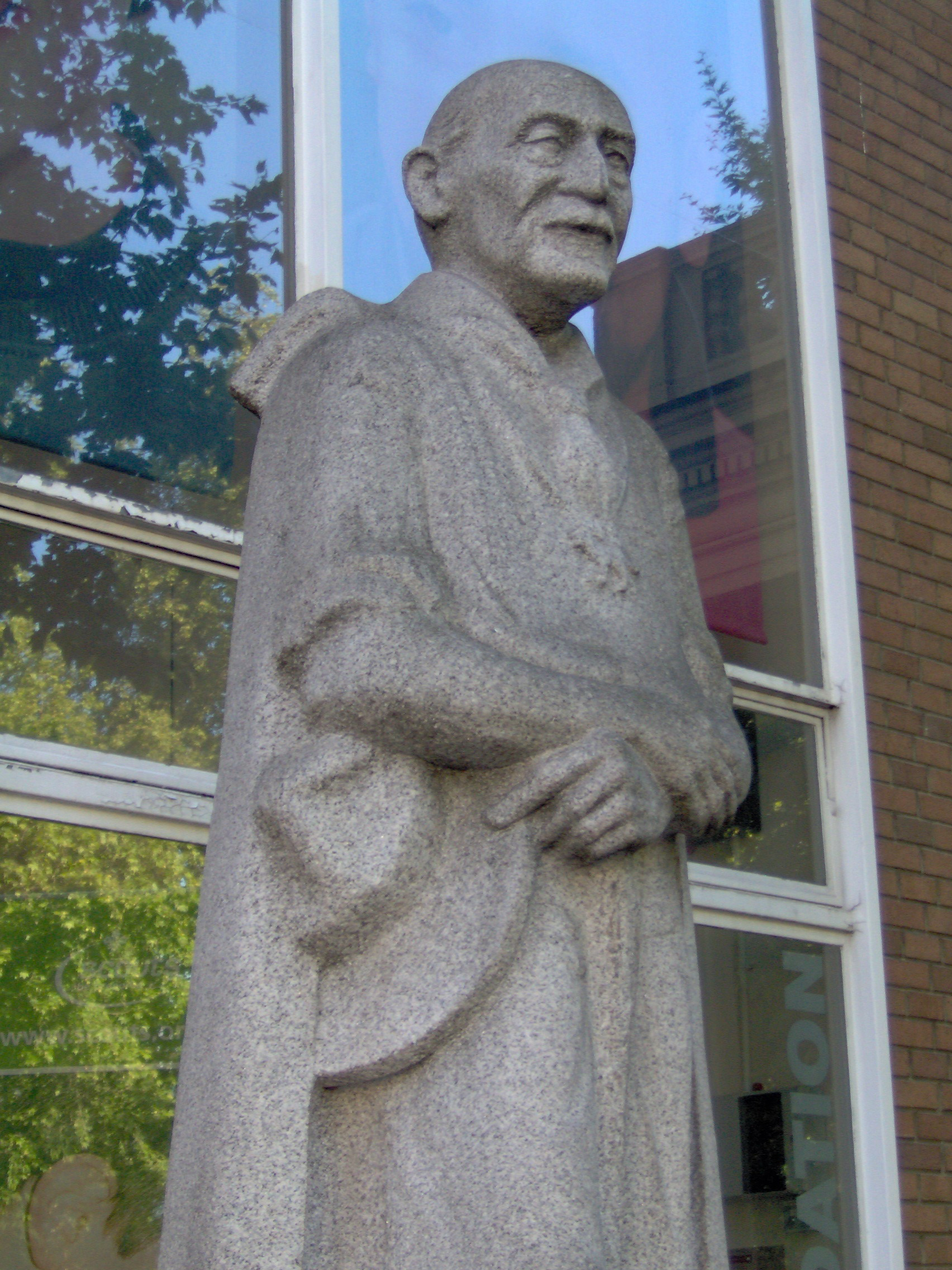
Statue de Robert Baden-Powell à la Baden-Powell House de Londres.

En 1907, alors âgé de 50 ans, il organise un camp de huit jours avec vingt jeunes hommes de différentes classes sociales sur l'île de Brownsea. Il y teste ses idées d'éducation par le jeu, l'indépendance et la confiance. Il inaugure ce camp le premier août à huit heures, en soufflant dans sa corne de koudou.
À la suite de ce camp, Sir William Smith (fondateur des boy’s brigade) lui demande d’écrire un ouvrage sur la manière dont le scouting pouvait être adapté à la jeunesse, qu’il appelle : Scouting for boys (Éclaireurs). Avec ce livre, il tente de lancer un nouveau mouvement autonome. Il crée la base du scoutisme avec les cinq buts :
1. Santé ;
2. Sens du concret ;
3. Personnalité ;
4. Service ;
5. Sens de Dieu,

les dix articles de la loi scoute et la promesse scoute qui n'imposent aucune interdiction, mais proposent une hygiène de vie, que chaque adhérent promet d’essayer de mettre en pratique de son mieux.
En 1909, les premières compagnies pour les jeunes filles sont lancées par sa sœur Agnès Baden-Powell. En 1910, il l'aide à créer le mouvement du guidisme.
En 1910, il différencie trois classes d’âge :
1. Les Louveteaux (8-12 ans) ;
2. Les Éclaireurs (12-17 ans) ;
3. Les Routiers (17 ans et plus).

Cette même année, sur les conseils du roi du Royaume-Uni Édouard VII, il démissionne de l’armée, et fait valoir ses droits à la retraite, pour se consacrer entièrement à la direction du mouvement qu’il a lancé.
À son retour au Royaume-Uni, il est accueilli triomphalement. Il constate que Aids to scouting a un immense succès auprès des jeunes hommes britanniques, et est utilisé par des éducateurs. Il reçoit même beaucoup de courriers, lui demandant des conseils. Marqué par le spectacle de la jeunesse britannique des quartiers populaires, désœuvrée et souvent en mauvaise santé et délinquante, il décide de mettre en pratique, au service des jeunes hommes et dans une optique de paix, tous les principes qu’il a observés à la guerre.
« À la fin de ma carrière militaire, dit Baden-Powell, je me mis à l'œuvre pour transformer ce qui était un art d'apprendre aux hommes à faire la guerre, en un art d'apprendre aux jeunes à faire la paix ; le scoutisme n'a rien de commun avec les principes militaires. »
En 1912, il se marie avec Olave Saint Claire Soames, qui devient Chef-guide mondiale. Ils ont trois enfants : Peter, Heather et Betty.
En 1918, il publie une revue intitulée Girl guiding edition. Il a appelé le mouvement féminin les Guides plutôt que scoutes ou éclaireuses, car il estime que leur rôle n’est pas d’éclairer mais de guider : « Une femme qui est capable de se tirer d’affaire toute seule est respectée aussi bien par les hommes que par les femmes. Ils sont toujours prêts à suivre ses conseils et son exemple, elle est leur guide. »
Le mouvement prend vite beaucoup d'importance, et se développe dans de nombreux pays du monde. Le Jamboree de 1920 réunit pour la première fois des scouts de 21 pays. Baden-Powell y est nommé World Chief (chef scout mondial).
En 1927, il est anobli par le roi George V. Il prend le nom de Lord Baden-Powell of Gilwell, du nom d'une propriété et du grand parc qu'il a reçue de la famille McLaren, pour en faire un centre de formation des chefs scouts.
En 2024, il y a plus de 57 millions de scouts dans le monde entier.
Pour le 25e anniversaire du scoutisme, le commissaire national EdF Eugène Arnaud prend l'initiative d'inviter Baden-Powell à Paris avec une visite de l'Élysée en présence du président de la République et une soirée à la Sorbonne en présence de nombreux ministres. Le surlendemain un défilé est organisée porte de Versailles  avec plus de vingt mille jeunes filles et garçons.

### Dernier mot

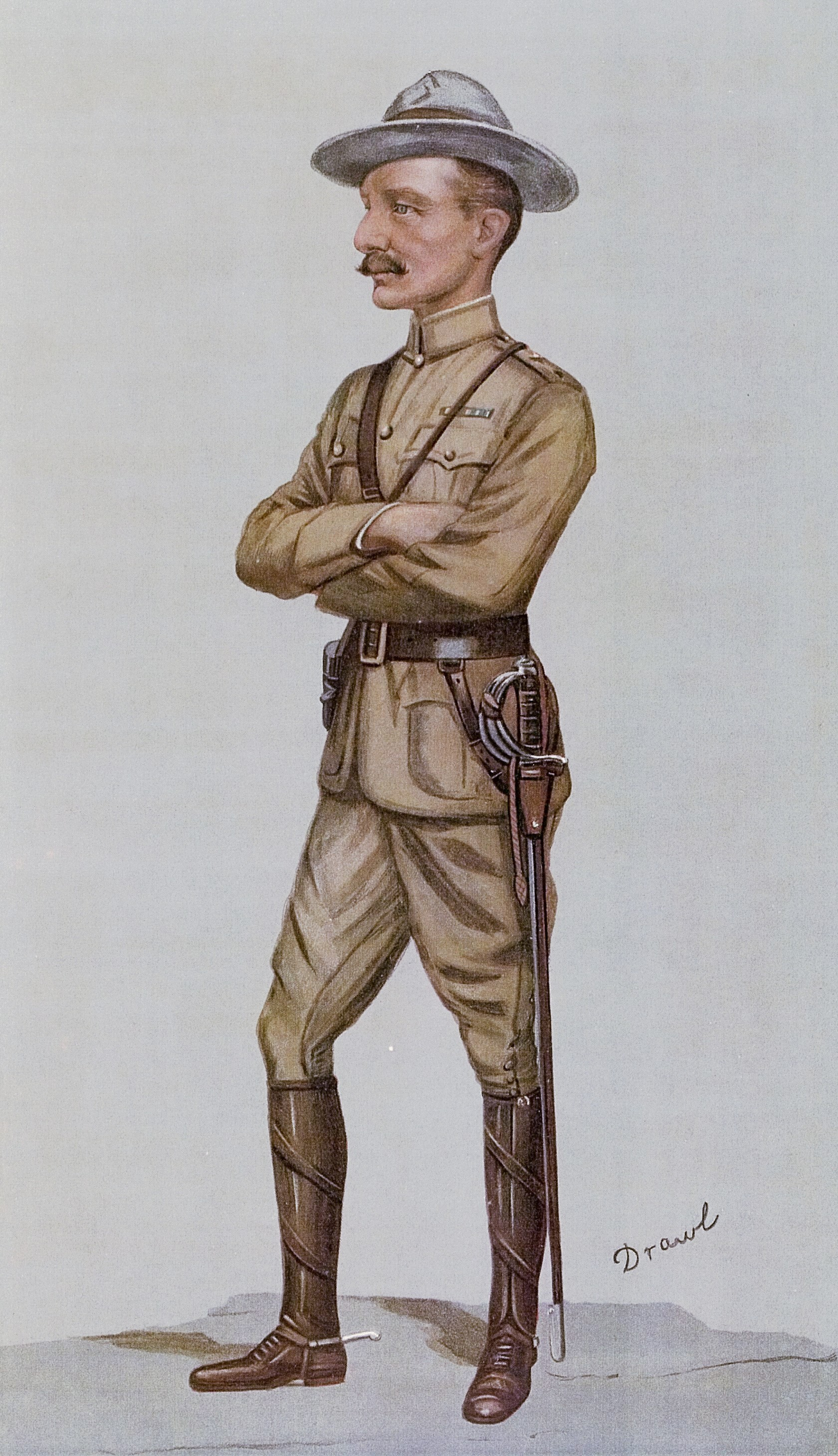
Dessin de Baden Powell.

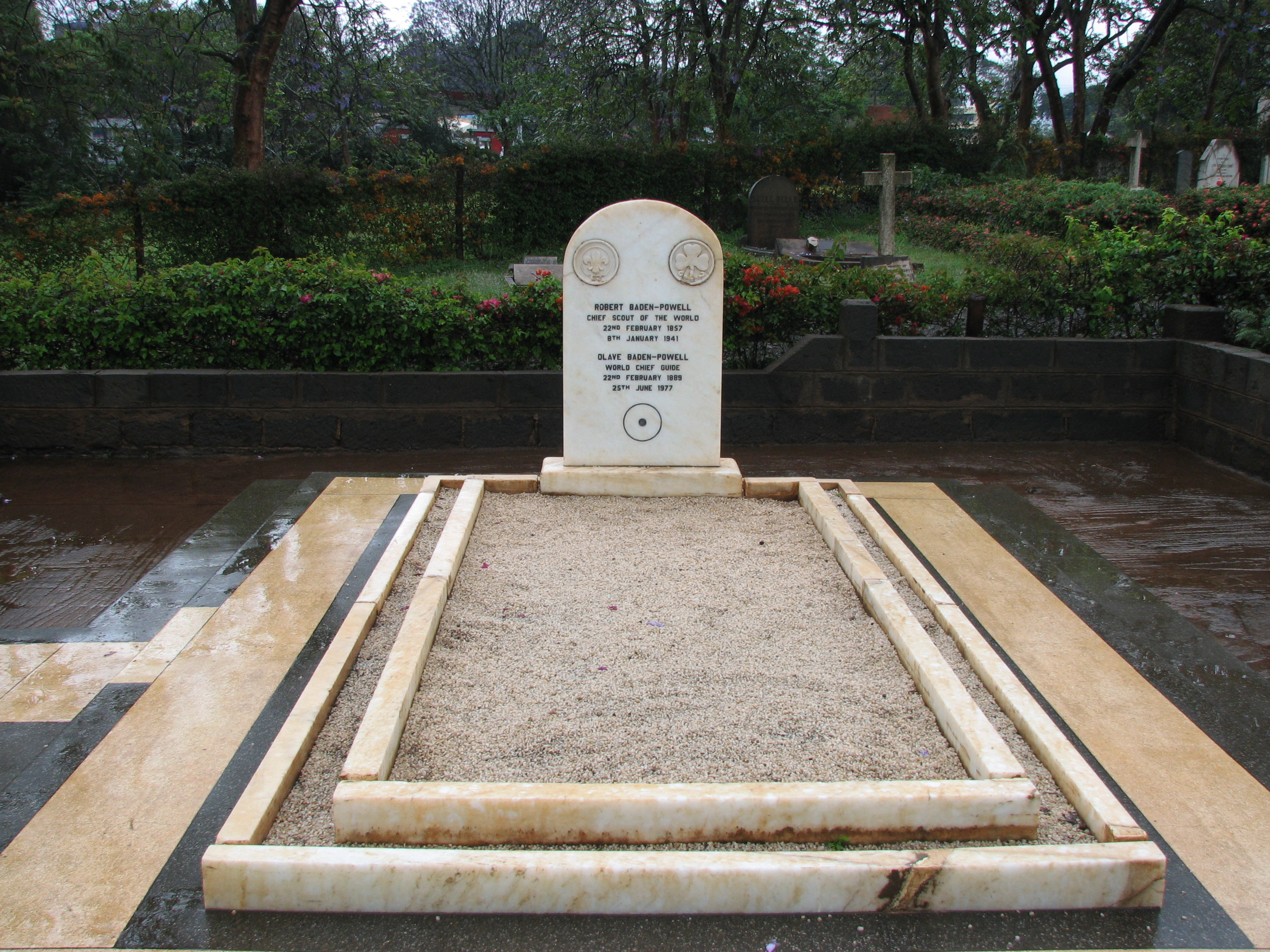
La tombe de Baden-Powell, à Nyeri, avec le signe fin de piste, c'est-à-dire : « Je suis rentré au camp ».

Baden-Powell et son épouse ont passé beaucoup de leur temps à parcourir le monde pour soutenir le scoutisme dans son développement, et participer aux cérémonies de création du mouvement dans de nouveaux pays. À la fin de leur vie, ils se retirent au Kenya et il fait parvenir aux scouts du monde entier son dernier message :
« 
Chers scouts,

Rappelez-vous que c'est le dernier message que vous recevrez de moi ; méditez-le soigneusement. J'ai eu une vie très heureuse et je souhaite à chacun de pouvoir en dire autant. Je crois que Dieu vous a placés dans ce monde pour y être heureux et jouir de la vie. Ce n'est ni la richesse, ni le succès, ni le laisser-aller qui créent le bonheur. L'étude de la nature vous apprendra que Dieu a créé des choses belles et merveilleuses afin que vous en jouissiez. Contentez-vous de ce que vous avez et faites-en le meilleur usage possible. Regardez le beau côté des choses et non le plus sombre.

Essayez de laisser ce monde un peu meilleur qu'il ne l'était quand vous y êtes venus et quand l'heure de la mort approchera, vous pourrez mourir heureux en pensant que vous n'avez pas perdu votre temps et que vous avez fait  de votre mieux.

Soyez prêts à vivre heureux et à mourir heureux. Soyez toujours fidèles à votre promesse même quand vous serez adultes.

Que Dieu vous aide.

Votre ami

Robert Baden-Powell
 »

### Retraite et mort au Kenya
En 1938, il prend sa retraite et s'installe avec son épouse Olave à Nyeri, une ville de la colonie et protectorat du Kenya. Souffrant d'une maladie cardiaque et d'un cancer de la peau, il y décède trois ans plus tard, le 8 janvier 1941.
Il est enterré à Nyeri au Kenya. Sur sa tombe est gravé un signe de piste (symbole), le signe « fin de piste, retour au camp » (), qui peut être interprété comme signifiant : « Je suis rentré chez moi. »
Lady Baden-Powell continua son rôle de lien entre les éclaireuses du monde entier. Elle meurt le 25 juin 1977 en Angleterre.

### Documents déclassifiés
Le 8 mars 2010, le MI-5 a déclassifié des documents qui indiquent que le service de renseignement intérieur britannique s'était intéressé aux activités de Baden-Powell après sa rencontre en novembre 1937 avec Joachim von Ribbentrop et Hartmann Lauterbacher, un haut responsable des Jeunesses hitlériennes,.

## Ouvrages

### Ouvrages militaire
- 1884 : Reconnaissance and Scouting
- 1885 : Cavalry Instruction
- 1896: The Downfall of Prempeh. A diary of life with the native levy in Ashanti, 1895-96
- 1897 : The Matabele Campaign, being a narrative of the campaign in suppressing the native rising in Matabeleland and Mashonaland
- 1899 : Aids to Scouting for N.-C.Os and Men
- 1901 : Notes and Instructions for the South African Constabulary

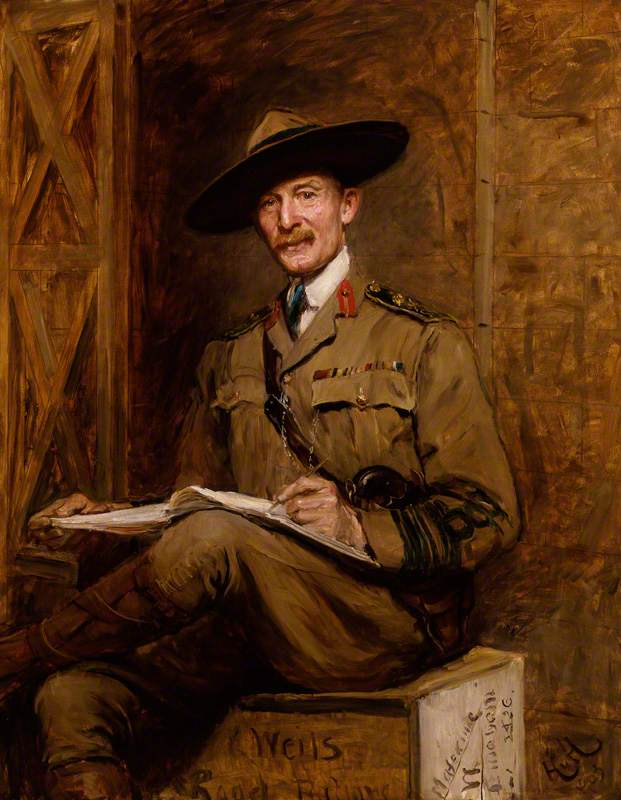
Robert Baden-Powell, tableau de Hubert von Herkomer (1903)

- 1914 : Quick Training for War

### Ouvrages scouts
- 1908 : Scouting for Boys. Traduction française : Éclaireurs
- 1909 : Yarns for Boy Scouts
- 1912 : How Girls Can Help to Build Up the Empire (rédigé avec Agnes Baden-Powell)
- 1913 : Boy Scouts Beyond The Sea: My World Tour
- 1916 : The Wolf Cub's Handbook
- 1918 : Girl Guiding
- 1919: Aids To Scoutmastership
- 1921 : What Scouts Can Do: More Yarns
- 1922 : Rovering to Success. Traduction française : La Route du succès
- 1929 : Scouting and Youth Movements
- 1929 : Last Message to Scouts
- 1935 : Scouting Round the World

### Divers, souvenirs, chasse
- 1889 : Pig-sticking or Hog-hunting. A complete account for sportmen and others
- 1900 : Sport in War
- 1905 : Ambidexterity (rédigé avec John Jackson)
- 1915 : Indian Memories, American title: Memories of India; recollections of soldiering, and sport
- 1915 : My Adventures as a Spy. Traduction française : Orléans, Pavillon noir, 2011
- 1916 : Young Knights of the Empire: Their Code, and Further Scout Yarns
- 1921 : An Old Wolf's Favourites
- 1927 : Life's Snags and How to Meet Them
- 1933 : Lessons From the Varsity of Life
- 1934 : Adventures and Accidents
- 1935 : Mes aventures de chasse, de guerre et d'espionnage. Paris, Payot, 1935
- 1936 : Adventuring to Manhood
- 1937: African Adventures
- 1938 : Birds and beasts of Africa
- 1939 : Paddle Your Own Canoe
- 1940 : More Sketches Of Kenya

### Traduction
- Robert Baden-Powell, Conseils aux chefs scouts, Paris, Presses d'Île-de-France, 2007

## Sculpture
- 1905 : John Smith.

## Hommages
Le couple Baden-Powell a un mémorial commémoratif dans l'abbaye de Westminster.
À Paris, le square Olave-et-Robert-Baden-Powell leur rend hommage.
À Woluwe-Saint-Lambert (Région de Bruxelles-Capitale), une avenue porte le nom de Baden Powell, non loin de l'hôtel communal.

### Timbre-poste
Le 21 juin 1982, l'administration des PTT émet un timbre-poste pour Wallis-et-Futuna dans le cadre du « 125e anniversaire de la naissance de Lord Baden-Powell ». La dessinatrice du timbre est Huguette Sainson.